# Лаффен, Доминик
Домини́к Э́лизабет Ла́ффен (фр. Dominique Élisabeth Laffin; 3 июня 1952, Сен-Манде, Валь-де-Марн, Франция — 12 июня 1985, Париж, Франция) — французская актриса.

## Биография
Доминик Элизабет Лаффен родилась 3 июня 1952 года в Сен-Манде (департамент Валь-де-Марн, Франция). Доминик работала в магазине и начинала обучение в университете, но оставила учёбу ради кинокарьеры.
Первую роль сыграла в фильме «Le pied!..» (1975, режиссёр Пьер Униа). Исполнила роли в фильмах «Плачущая женщина» (номинация на премию «Сезар», 1980), Соланж в драме Катрин Брейа «Tapage nocturne», Изабелла в ленте известного итальянского киномастера Марко Феррери «Прошу убежища» (все 1979 года). Исполнила роли в 25 фильмах. Последняя роль — Анита в фильме Лорана Перрена «Passage secret» (1985).
Доминик была замужем за музыкантом Иваном Доте. В этом браке Лаффен родила своего единственного ребёнка — дочь Клементину Отэн (род. 26.05.1973), ставшую левым политиком.
33-летняя Доминик скончалась 12 июня 1985 года от сердечного приступа в Париже (Франция).